# 紫輝彩丼
紫輝彩丼（しきさいどん）は、長野県上伊那郡宮田村のご当地グルメ。宮田名物丼プロジェクトチームによって、2006年（平成18年）に開発された。村内からアイディアを募集し、その中から選ばれた「鶏の山ぶどう酒煮丼」がベースとなっている。材料に地物の「信州みやだワイン紫輝」（本坊酒造）さえ使用していれば、それ以外の食材の選定や調理の方法は問われない。このため提供する飲食店ごとに異なるバリエーションの紫輝彩丼を食すことができる。長野県内のコンビニエンスストア（サークルK）で弁当として販売されたこともあり、2007年（平成19年）10月の3週間という限られた期間ではあったものの、およそ1万2,000食もの売り上げを記録した。地元ではローカルヒーロー「どんぶり戦隊どんぶりレンジャー」を組織し、イベント等で紫輝彩丼のPR活動を行っている。